# Mnich (okres Pelhřimov)
Obec Mnich (německy Mnich) se nachází 8 km západně od Kamenice nad Lipou v okrese Pelhřimov v Kraji Vysočina. Mnichem protéká Dírenský potok. Žije zde 412 obyvatel.

## Historie
První písemná zmínka o obci pochází z roku 1352.

## Školství
- Mateřská škola Čtyřlístek

## Pamětihodnosti
- Kostel svatého Jana Křtitele
- Socha svatého Jana Nepomuckého na návsi
- Památník Slovanského bratrství severně od vesnice[4]  (do roku 1995 Národní kulturní památka)
- Fara
- Pamětní deska partyzánů[5]

## Části obce
- Mnich
- Dvořiště
- Chválkov
- Mirotín
- Rutov

Od 1. dubna 1976 do 30. června 1990 k obci patřil Bořetín.